# Episodi di Bolts & Blip
La prima stagione della serie animata Bolts & Blip, composta da 26 episodi, è stata trasmessa in Canada da Teletoon dal 28 giugno 2010 al 25 dicembre 2011.
In Italia è inedita.
| nº | Titolo originale                                      | Titolo italiano | Prima TV Canada  | Prima TV Italia |
| -- | ----------------------------------------------------- | --------------- | ---------------- | --------------- |
| 1  | Moon Units                                            |                 | 28 giugno 2010   | Inedito         |
| 2  | Move it or Lose it!                                   |                 | 29 giugno 2010   | Inedito         |
| 3  | Little Squeaker                                       |                 | 30 giugno 2010   | Inedito         |
| 4  | Cyrano de Bolts                                       |                 | 1 luglio 2010    | Inedito         |
| 5  | A Kinder, Gentler Gridiron                            |                 | 2 luglio 2010    | Inedito         |
| 6  | The Quest of the Goblin Crown, Part III               |                 | 5 luglio 2010    | Inedito         |
| 7  | The Curse of the Vampire Bot                          |                 | 6 luglio 2010    | Inedito         |
| 8  | The Magic of the Schleprecauns                        |                 | 7 luglio 2010    | Inedito         |
| 9  | Welded Away                                           |                 | 8 luglio 2010    | Inedito         |
| 10 | El Bolto Del Fuego                                    |                 | 9 luglio 2010    | Inedito         |
| 11 | Robots Don't Dream, Part 1                            |                 | 12 luglio 2010   | Inedito         |
| 12 | Robots Don't Dream, Part 2                            |                 | 13 luglio 2010   | Inedito         |
| 13 | Steve in Charge                                       |                 | 14 luglio 2010   | Inedito         |
| 14 | A Blip in Time                                        |                 | 15 luglio 2010   | Inedito         |
| 15 | Trump Card                                            |                 | 5 novembre 2011  | Inedito         |
| 16 | The Black Box                                         |                 | 7 novembre 2011  | Inedito         |
| 17 | My Fair Dee Dee                                       |                 | 9 novembre 2010  | Inedito         |
| 18 | Moon Invasion                                         |                 | 11 novembre 2010 | Inedito         |
| 19 | Evil Saedee                                           |                 | 18 novembre 2010 | Inedito         |
| 20 | Tigrr by the Tail                                     |                 | 25 novembre 2010 | Inedito         |
| 21 | We Are the Champions                                  |                 | 2 dicembre 2011  | Inedito         |
| 22 | "Lord of the Box (Battle of the Lunar League, Part 1) |                 | 9 dicembre 2011  | Inedito         |
| 23 | Fall Out (Battle of the Lunar League, Part 2)         |                 | 16 dicembre 2011 | Inedito         |
| 24 | Blood Rising (Battle of the Lunar League, Part 3)     |                 | 23 dicembre 2011 | Inedito         |
| 25 | Pandemonium (Battle of the Lunar League, Part 4)      |                 | 25 dicembre 2011 | Inedito         |
| 26 | Final Conflict (Battle of the Lunar League, Part 5)   |                 | 25 dicembre 2011 | Inedito         |